# 蔓草纹

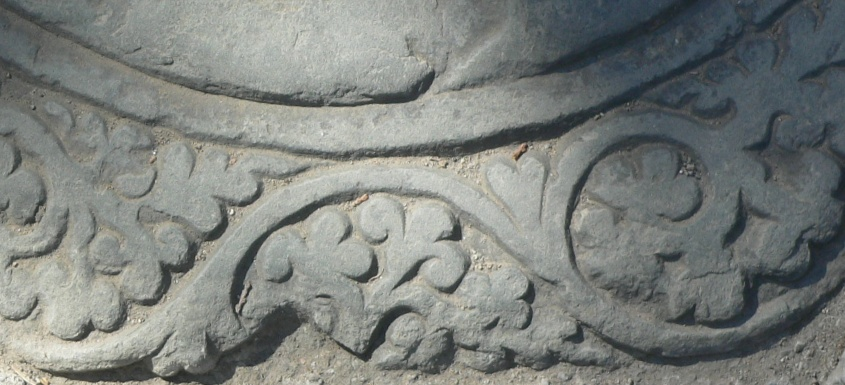
蔓草纏枝紋

蔓草纹，又可稱為纏枝紋、捲草紋、万寿藤，在中文裏並無統一的叫法，是一類在全世界各地都大量出現的植物型紋樣，應用範圍極度廣泛，在全世界各地都能找到，源自於阿拉伯紋樣。
蔓草纹以現實中的常青藤、扶芳藤、紫藤、金银花、爬山虎、凌霄、葡萄等藤蔓心植物为模仿對象，向上下四面捲曲延伸，如此往复而構成。此紋樣在中華文化中具有深度的吉祥含义，取“蔓草滋长、纏綿不断、捲捲不絕”之意向，有長壽、多子多孫、人緣姣好、夫妻忠貞等多種正面寓意，加上古代中國的各個階層均能平等的使用，因此經常作為衣物、建築、器皿邊緣上的的裝飾而存在，是一種萬能的中華風紋樣。
蔓草纹在與牡丹、蓮花等紋樣結合起來的時候就叫做“某某纏枝”，例如纏枝牡丹、纏枝蓮紋等，此類纏枝紋在文人士大夫所用的织物、陶瓷、石刻、砖刻上常見。